# Vincent Müller (Footballspieler)
Vincent Müller (* 24. März 1995 in Feldkirch) ist ein österreichischer American-Football-Spieler. Er wird sowohl als Safety in der Verteidigung als auch als Kick Returner in den Special Teams eingesetzt.

## Werdegang
Blue Devils Hohenems
Müller begann 2010 im Nachwuchs der Blue Devils Hohenems mit dem American Football. Seine ersten Jahre spielte er in der Offensive. 2013 gewann er mit den Blue Devils den Silver Bowl, die Meisterschaft der Division I.
Swarco Raiders Tirol
Zur Saison 2015 der Austrian Football League (AFL) schloss sich Müller den Swarco Raiders aus Innsbruck an. Dort wurde er zum Defensivspieler umgeschult. Nach der Saison 2019 beendete Müller zwischenzeitlich seine sportliche Laufbahn. 2020 stand eine Rückkehr zu den Blue Devils im Raum, doch wurde der Spielbetrieb aufgrund der Covid-19-Pandemie abgesagt. Zur AFL-Saison 2021 kehrte er schließlich zu den Raiders zurück. Zwischen 2014 und 2021 wurde Müller mit den Raiders fünfmal österreichischer Staatsmeister sowie mehrfacher Sieger von internationalen Wettbewerben, darunter drei Meisterschaften in der Central European Football League (CEFL). Insgesamt erzielte Müller in diesem Zeitraum 230 Tackles, drei forcierte Fumbles, 33 Pass-Break-ups und zwölf Interceptions in regulären Saisonspielen der AFL.
Für die Saison 2022 unterschrieb Müller einen Vertrag bei den Raiders Tirol, die 2022 erstmals als Franchise in der European League of Football (ELF) antraten. Müller war Stammspieler als Safety und übernahm zudem zahlreiche Kick Returns. Mit den Raiders erreichte er das Halbfinale, das jedoch gegen die Hamburg Sea Devils verloren ging. Im November 2022 gaben die Raiders die Verlängerung mit Müller für die Saison 2023 bekannt. Diesen Weg setzte er für die Spielzeiten 2024 und 2025 fort. Die Play-offs wurden jeweils knapp verpasst.
Nationalmannschaft
Mit der österreichischen U19-Nationalmannschaft gewann Müller 2013 die Junioren-Europameisterschaft. Ein Jahr später nahm er mit ihr an der Junioren-Weltmeisterschaft in Kuwait teil und belegte dabei den vierten Rang. 2018 wurde Müller in die österreichische Nationalmannschaft berufen. Bei der Europameisterschaft in Vantaa gewann er mit Österreich Silber. Im Jahr 2023 erfolgte die Reaktivierung für die österreichische Nationalmannschaft. Im Oktober 2023 eroberte er in St. Pölten mit dem Team im Finale gegen Finnland den langersehnten Europameistertitel. Im Herbst 2024 war er Teil der erfolgreichen Qualifikation für das Finalturnier 2025, welches Ende Oktober in Krefeld und Düsseldorf stattfindet.

## Erfolge
Individuelle Auszeichnungen
- Austrian Bowl MVP (2018)[7][3]

Titel
- Silver Bowl Champion (2013)
- Junioren-Europameister (2013)
- Austrian Bowl Champion (2015, 2016, 2018, 2019, 2021)
- CEFL Bowl Champion (2017, 2018, 2019)
- European Superfinal Champion (2018, 2019)
- Vize-Europameister (2018)
- Europameister (2023)

## Statistiken
| Jahr                                                           | Team          | Spiele | Starts | Tackles | Tackles | Tackles | Tackles | Tackles | Passverteidigung | Passverteidigung | Passverteidigung | Passverteidigung | Passverteidigung | Fumbles | Fumbles | Fumbles | Special Teams | Special Teams | Special Teams |
| Jahr                                                           | Team          | Spiele | Starts | Total   | Solo    | Ast     | TFL     | Sack    | INT              | Yds              | TD               | BrUp             | PD               | FF      | FR      | TD      | Blk           | KR            | TD            |
| -------------------------------------------------------------- | ------------- | ------ | ------ | ------- | ------- | ------- | ------- | ------- | ---------------- | ---------------- | ---------------- | ---------------- | ---------------- | ------- | ------- | ------- | ------------- | ------------- | ------------- |
| European League of Football                                    |               |        |        |         |         |         |         |         |                  |                  |                  |                  |                  |         |         |         |               |               |               |
| 2022                                                           | Raiders Tirol | 11     | 10     | 45      | 32      | 13      | 1,0     | 0,0     | 2                | 22               | 0                | 7                | 9                | 0       | 0       | 0       | 2             | 11            | 0             |
| 2023                                                           | Raiders Tirol | 11     | 8      | 29      | 10      | 19      | 0,5     | 0,0     | 0                | 0                | 0                | 2                |                  | 0       | 0       | 0       | 0             |               | 0             |
| ELF Gesamt                                                     | ELF Gesamt    | 22     | 18     | 74      | 42      | 32      | 1,5     | 0,0     | 2                | 22               | 0                | 9                | 9                | 0       | 0       | 0       | 2             | 11            | 0             |
| Quellen: stats.europeanleague.football, sportsmetrics.football |               |        |        |         |         |         |         |         |                  |                  |                  |                  |                  |         |         |         |               |               |               |

## Privates
Müller begann 2014 an der Universität Innsbruck ein Medizinstudium. Im Frühjahr 2022 erlangte er seinen Doktor.